# Исиока (город)
Исиока (яп. 石岡市 Исиока-си) — город в Японии, расположенный в префектуре Ибараки. Городской статус Исиока получила 11 февраля 1954 года. Площадь города составляет 215,62 км², население — 76 776 человек (1 августа 2014), плотность населения — 356,07 чел./км².

## География
Город Исиока расположен в префектуре Ибараки региона Канто, в восточной части острова Хонсю. Он лежит на берегу озера Касумигаура, второго по величине в Японии, к юго-западу от города Мито и к северу от города Цутиура. Исиока граничит с городами Цутиура, Цукуба, Сакурагава, Касумигаура, Касама и Омитама.

## Население
Население города составляет 76 776 человек (1 августа 2014), а плотность — 356,07 чел./км².

## Символика
Деревом города считается кастанопсис, цветком — лилия, а птицей — полевой жаворонок.